# Linden Ashby
Clarence Linden Garnett Ashby III mais conhecido como Linden Ashby (Atlantic Beach, 23 de maio de 1960) é um ator e artista marcial estadunidense, interpretou o Sheriff Stilinski em Teen Wolf. Ficou famoso por ser o intérprete Johnny Cage em Mortal Kombat- O filme. Atuou também como Chase em Resident Evil: Extinction e Dr. Brett Cooper em Melrose Place. Em 2013, fez uma pequena participação no filme Homem De Ferro 3."